# Cyle Larin
Cyle Larin (Brampton, 1995. április 17. –) kanadai válogatott labdarúgó, a spanyol Mallorca csatára.

## Statisztika

### A válogatottban
| Válogatott | Év       | Pályára lépés | Gól |
| ---------- | -------- | ------------- | --- |
| Kanada     | 2014     | 3             | 0   |
| Kanada     | 2015     | 11            | 4   |
| Kanada     | 2016     | 5             | 1   |
| Kanada     | 2017     | 4             | 0   |
| Kanada     | 2018     | 4             | 3   |
| Kanada     | 2019     | 4             | 0   |
| Kanada     | 2021     | 13            | 14  |
| Kanada     | 2022     | 14            | 3   |
| Kanada     | 2023     | 7             | 3   |
| Kanada     | 2024     | 8             | 1   |
| Összesen   | Összesen | 73            | 29  |

#### Góljai a válogatottban
| #  | Időpont              | Helyszín                                                      | Ellenfél                 | Gólok | Eredmény | Kiírás                                         |
| -- | -------------------- | ------------------------------------------------------------- | ------------------------ | ----- | -------- | ---------------------------------------------- |
| 1  | 2015. március 30.    | Juan Ramón Loubriel Stadion, Bayamón, Puerto Rico             | Puerto Rico              | 3–0   | 3–0      | Barátságos mérkőzés                            |
| 2  | 2015. június 11.     | Windsor Park, Roseau, Dominikai Közösség                      | Dominikai Közösség       | 1–0   | 2–0      | 2018-as VB-selejtező                           |
| 3  | 2015. június 16.     | BMO Field, Toronto, Kanada                                    | Dominikai Közösség       | 2–0   | 4–0      | 2018-as VB-selejtező                           |
| 4  | 2015. november 13.   | BC Place, Vancouver, Kanada                                   | Honduras                 | 1–0   | 1–0      | 2018-as VB-selejtező                           |
| 5  | 2016. szeptember 6.  | BC Place, Vancouver, Kanada                                   | Salvador                 | 1–0   | 3–1      | 2018-as VB-selejtező                           |
| 6  | 2018. szeptember 9.  | IMG Akadémia, Bradenton, Amerikai Egyesült Államok            | Amerikai Virgin-szigetek | 7–0   | 8–0      | 2019–20-as CONCACAF-nemzetek ligája-selejtező  |
| 7  | 2018. szeptember 9.  | IMG Akadémia, Bradenton, Amerikai Egyesült Államok            | Amerikai Virgin-szigetek | 8–0   | 8–0      | 2019–20-as CONCACAF-nemzetek ligája-selejtező  |
| 8  | 2018. október 16.    | BMO Field, Toronto, Kanada                                    | Dominikai Közösség       | 5–0   | 5–0      | 2019–20-as CONCACAF-nemzetek ligája-selejtező  |
| 9  | 2021. március 25.    | Exploria Stadion, Orlando, Amerikai Egyesült Államok          | Bermuda                  | 1–0   | 5–1      | 2022-es VB-selejtező                           |
| 10 | 2021. március 25.    | Exploria Stadion, Orlando, Amerikai Egyesült Államok          | Bermuda                  | 2–0   | 5–1      | 2022-es VB-selejtező                           |
| 11 | 2021. március 25.    | Exploria Stadion, Orlando, Amerikai Egyesült Államok          | Bermuda                  | 4–1   | 5–1      | 2022-es VB-selejtező                           |
| 12 | 2021. március 29.    | IMG Akadémia, Bradenton, Amerikai Egyesült Államok            | Kajmán-szigetek          | 2–0   | 11–0     | 2022-es VB-selejtező                           |
| 13 | 2021. június 5.      | IMG Akadémia, Bradenton, Amerikai Egyesült Államok            | Aruba                    | 6–0   | 7–0      | 2022-es VB-selejtező                           |
| 14 | 2021. június 12.     | Stade Sylvio Cator, Port-au-Prince, Haiti                     | Haiti                    | 1–0   | 1–0      | 2022-es VB-selejtező                           |
| 15 | 2021. június 15.     | SeatGeek Stadion, Bridgeview, Amerikai Egyesült Államok       | Haiti                    | 2–0   | 3–0      | 2022-es VB-selejtező                           |
| 16 | 2021. július 11.     | Children's Mercy Park, Kansas City, Amerikai Egyesült Államok | Martinique               | 1–1   | 4–1      | 2021-es CONCACAF-aranykupa                     |
| 17 | 2021. július 15.     | Children's Mercy Park, Kansas City, Amerikai Egyesült Államok | Haiti                    | 2–0   | 4–1      | 2021-es CONCACAF-aranykupa                     |
| 18 | 2021. július 15.     | Children's Mercy Park, Kansas City, Amerikai Egyesült Államok | Haiti                    | 3–1   | 4–1      | 2021-es CONCACAF-aranykupa                     |
| 19 | 2021. szeptember 2.  | BMO Field, Toronto, Kanada                                    | Honduras                 | 1–1   | 1–1      | 2022-es VB-selejtező                           |
| 20 | 2021. szeptember 5.  | Nissan Stadion, Nashville, Amerikai Egyesült Államok          | Egyesült Államok         | 1–1   | 1–1      | 2022-es VB-selejtező                           |
| 21 | 2021. november 16.   | Commonwealth Stadion, Edmonton, Kanada                        | Mexikó                   | 1–0   | 2–1      | 2022-es VB-selejtező                           |
| 22 | 2021. november 16.   | Commonwealth Stadion, Edmonton, Kanada                        | Mexikó                   | 2–0   | 2–1      | 2022-es VB-selejtező                           |
| 23 | 2022. január 30.     | Tim Hortons Field, Hamilton, Kanada                           | Egyesült Államok         | 1–0   | 2–0      | 2022-es VB-selejtező                           |
| 24 | 2022. március 27.    | BMO Field, Toronto, Kanada                                    | Jamaica                  | 1–0   | 4–0      | 2022-es VB-selejtező                           |
| 25 | 2022. szeptember 23. | Franz Horr Stadion, Bécs, Ausztria                            | Katar                    | 1–0   | 2–0      | Barátságos mérkőzés                            |
| 26 | 2023. március 25.    | Ergilio Hato Stadion, Willemstad, Curaçao                     | Curaçao                  | 2–0   | 2–0      | 2022–2023-as CONCACAF-nemzetek ligája (A liga) |
| 27 | 2023. március 28.    | BMO Field, Toronto, Kanada                                    | Honduras                 | 1–0   | 4–1      | 2022–2023-as CONCACAF-nemzetek ligája (A liga) |
| 28 | 2023. március 28.    | BMO Field, Toronto, Kanada                                    | Honduras                 | 2–0   | 4–1      | 2022–2023-as CONCACAF-nemzetek ligája (A liga) |
| 29 | 2024. március 23.    | Toyota Stadion, Frisco, Amerikai Egyesült Államok             | Trinidad és Tobago       | 1–0   | 2–0      | 2024-es Copa América (rájátszás)               |

## Sikerei, díjai
- Beşiktaş
  - Süper Lig: 2020–21
  - Török kupa: 2020–21
  - Török szuperkupa: 2021
- Club Brugge
  - Belga szuperkupa: 2022